# باکلان اتاگو
باکلان اُتاگو (نام علمی: Phalacrocorax chalconotus) نام یک گونه از سرده باکلان‌های سیاه است.